# Хибна повітряна ціль

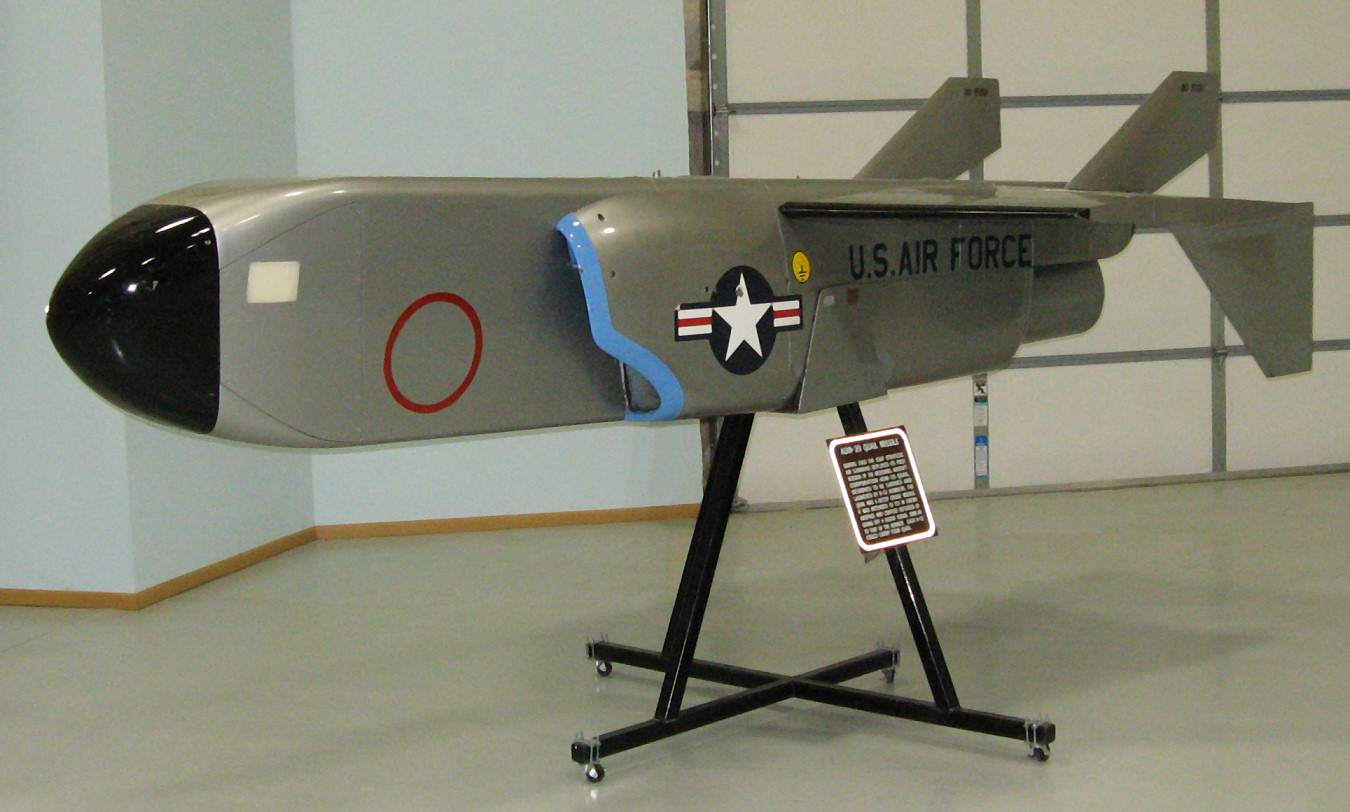
Американська ADM-20 Quail, перша спеціально розроблена ракета-обманка

Хибна повітряна ціль (або ракета-обманка, ракета-приманка, фальш-ціль, РЕБ-ракета абощо) — літальний апарат (літак, дрон, ракета абощо), що виконує роль хибної цілі, тобто, відвертає увагу ворожої протиповітряної оборони на себе. Хибні повітряні цілі можуть бути як дешевими повітряними мішенями або ракетами без боєголовок, що просто насичують повітряний простір, так і спеціально розробленими складними пристроями, що можуть імітувати радіолокаційну сигнатуру літаків та/або створювати радіоелектронні перешкоди, випускати хибні теплові цілі абощо.
Повітряні цілі можна імітувати й без запуску фізичних об'єктів: засоби РЕБ можуть створювати сигнали, що імітують відбиті від справжньої цілі радіохвилі.

## Історія

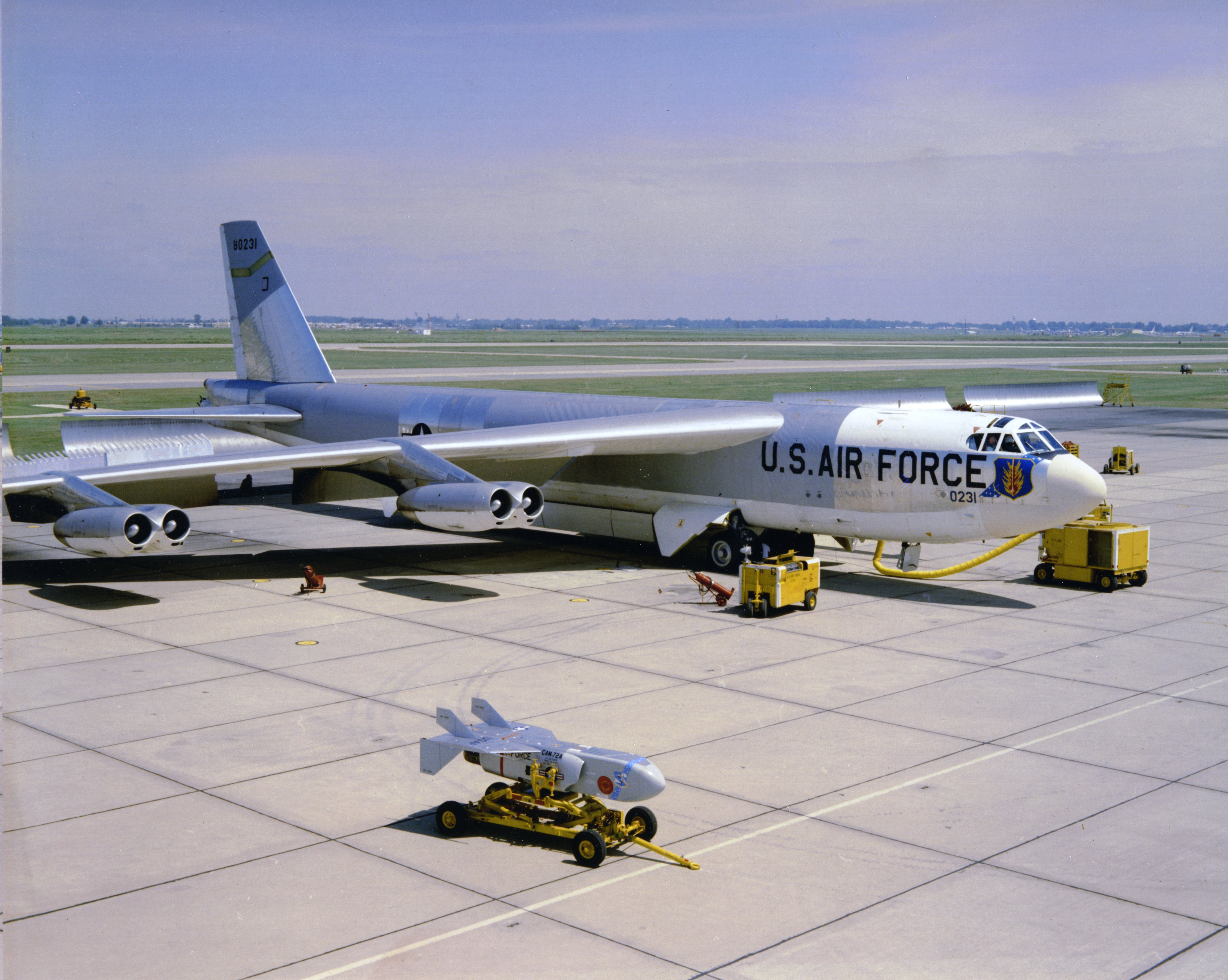
B-52G та ракета-обманка ADM-20

Першу спеціалізовану ракету-обманку ADM-20 Quail було створено в 1960 році. Ця авіаційна крилата ракета створювала радіолокаційне зображення, схоже на таке для B-52, і мала використовуватись разом із бомбардувальниками для заплутування радянських систем ППО.
Більшість МБР використовують фальшиві боєголовки, які відділяються від ракети-носія одночасно з основними ядерними бойовими частинами та зменшують ймовірність того, що системи протиракетної оборони вразять правильну ціль.
Під час вторгнення в Україну (з 2022) російські війська під час ракетних та дронових ударів використовують значний асортимент обманок: зокрема, це повітряні кулі з кутниковими відбивачами, тренувальні мішені Є95М, Х-55СМ — колишні ядерні крилаті ракети, де замість штатних боєголовок встановлюються імітатори, Х-101 з радіолокаційними пастками — дипольними відбивачами та іншими.
Українські Сили оборони використовують проти росіян крилаті ракети-приманки ADM-160 MALD, передані союзниками. Відомо про ймовірне застосування таких ракет у травні 2023 року разом із крилатими ракетами Storm Shadow.

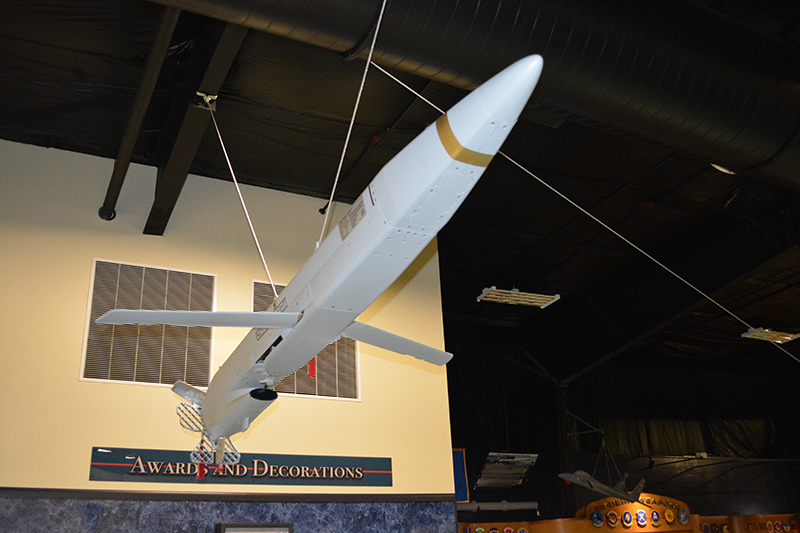
Сучасна американська крилата ракета-обманка ADM-160 MALD

## Приклади
Нижче наведено приклади пристроїв, що спеціально розроблені як хибні повітряні цілі.
- XGAM-71 Buck Duck[en]
- ADM-20 Quail[en]
- ADM-141 TALD[en]
- ADM-160 MALD
- SPEAR EW[en] (у розробці)[8]